# Aphnaeus marshalli
Aphnaeus marshalli är en fjärilsart som beskrevs av Sheffield Airey Neave 1910. Aphnaeus marshalli ingår i släktet Aphnaeus och familjen juvelvingar. Inga underarter finns listade i Catalogue of Life.